# Landesfrauenrat Baden-Württemberg
Der Landesfrauenrat Baden-Württemberg (LFR BW) vertritt als Dachverband überparteilich und überkonfessionell die frauenpolitischen Interessen seiner derzeit 50 Mitgliederverbände mit über zwei Millionen Mitgliedern in Baden-Württemberg. Er fordert die tatsächliche Durchsetzung der Gleichberechtigung von Frauen und Männern in allen Lebensbereichen und positioniert sich vor diesem Hintergrund zu konkreten politischen Vorhaben. Der Landesfrauenrat trägt mit Kampagnen und Stellungnahmen zur öffentlichen Meinungsbildung bei und schafft den Interessen von Frauen in Öffentlichkeit, Wirtschaft und Politik Gehör.
Die Geschäftsstelle befindet sich in Stuttgart. Seit April 2022 ist Ute Mackenstedt Erste Vorsitzende.

## Geschichte
Der „Frauenrat Baden-Württemberg“ wurde am 6. Dezember 1969 als Zusammenschluss von 30 Frauenverbänden und -gruppen gegründet und nennt sich seit 1971 „Landesfrauenrat Baden-Württemberg“. Der Wunsch nach Vernetzung frauenpolitischer Organisationen zur Stärkung der politischen Durchsetzungskraft wurde u. a. durch die Tatsache ausgelöst, dass in den damaligen Landtag von Baden-Württemberg 1968 mit Hanne Landgraf nur eine einzige Frau in den Landtag einzog (siehe Liste der Mitglieder des Landtags von Baden-Württemberg (5. Wahlperiode)).
Mehr Frauen in die Parlamente und politischen Gremien zu bringen, ist bis heute ein Hauptanliegen des Landesfrauenrats Baden-Württemberg. Neben Stellungnahmen und Veranstaltungen forciert er dieses Ziel mit der Durchführung von gleichstellungspolitischen Kampagnen, um eine breite Mehrheit zu mobilisieren und den Druck auf Politiker zu erhöhen. Doch auch Themen wie Frauenförderpläne in der Wirtschaft und im öffentlichen Dienst sowie die Vereinbarkeit von Beruf und Familie sind dauerhafte Forderungen des Landesfrauenrats. Daraus abgeleitet werden außerhäusliche Betreuungsmöglichkeiten sowie Teilzeitstellen gefordert und debattiert.
Ende 2018 trat der Verband Familienarbeit e. V. in Baden-Württemberg aus dem Landesfrauenrat aus, da seiner Meinung nach „fast ausschließlich Politik für erwerbstätige Frauen und Minderheiten gemacht“ werde. Andererseits befürchten vor allem Gewerkschaften, dass Frauen mit Teilzeitstellen nicht ausreichend sozial abgesichert sind. Neben Dauerbrennern wie Schutz von Frauen gegen Gewalt und die Forderung geschlechtergerechter Sprache greift der Landesfrauenrat immer auch aktuelle Themen wie z. B. die Digitalisierung und ihre Auswirkungen auf Frauen auf.

## Kampagnen
- Kampagne “Halbe Kraft reicht nicht!” Änderung des Kommunalwahlrechts – Parität jetzt! Der Landesfrauenrat fordert, je 50 Prozent Frauen und Männer nach dem Reißverschluss-Prinzip auf Kandidaten- und Kandidatinnenlisten zu platzieren. Seit Mai 2012 wurden Unterschriften für diese Forderung gesammelt.[13]
- Transparenzkampagne zur Landtagswahl 2016: Auf einer Grafik wurden die weiblichen Kandidatinnen der Landtagswahl in Baden-Württemberg 2016 namentlich aufgeführt, um ihre geringe Anzahl zu dokumentieren.[14]
- Aktion Landtagswahl 13. März 2016: Checkheft Chancengleichheit: Wähler erhalten in einer Broschüre frauenpolitisch bedeutsame Beispielfragen, die sie den Kandidierenden stellen können.
- Aktion: #diehälfte: Unterstützer posten Selfies inklusive eines selbstgestalteten Blattes, auf dem die Forderung nach 50 % Ministerinnen im Kabinett und einem 2-Stimmen Landtagswahlrecht (analog zur Bundestagswahl, aber mit paritätischer Liste) zu sehen ist.[15]
- Transparenzkampagne „Mehr Frauen ins Landesparlament“ zur Landtagswahl 2021: Bei der gemeinsamen Kampagne des Landesfrauenrates und der Landeszentrale für politische Bildung Baden-Württemberg wurde die Nominierungspraxis der aussichtsreichen Parteien vor der 17. Landtagswahl betrachtet und grafisch aufbereitet, um auf die mangelnde paritätische Vergabe der Mandate und die damit verbundene Notwendigkeit einer Wahlrechtsreform aufmerksam zu machen.[16]

## Vorsitzende des Landesfrauenrats Baden-Württemberg
- 1969 Renate Bran[17]
- 1970 Beate Nestle
- 1974 Margarete Klett
- 1978 Ursula Schubert
- 1982 Heide Rotermund
- 1988 Gudrun Hummel
- 1991 Ursula Jäger
- 1992 Marianne Gerhardt / Karin Meyer-Götz
- 1994 Annemarie Engelhardt
- 2000 Marion von Wartenberg
- 2006 Ilse Artzt
- 2009 Angelika Klingel
- 2015 Manuela Rukavina
- 2018 Charlotte Schneidewind-Hartnagel[18]
- 2019 Anja Reinalter
- seit 2022 Ute Mackenstedt[4]